# Сандерс, Джаред Янг
Джаред Янг Сандерс (англ. Jared Young Sanders; 29 января 1869, Сент-Мэри, Луизиана — 23 марта 1944, Батон-Руж) — американский государственный и политический деятель. Работал губернатором Луизианы с 1908 по 1912 год.

## Биография
Родился во Франклина, приход Сент-Мэри в Луизиане. С 1900 по 1904 год работал спикером Палаты представителей Луизианы, вице-губернатором Луизианы (1904—1908), губернатором Луизианы (1908—1912) и членом Палаты представителей США (1917—1921). Ближе к концу политической карьеры был частью антилонговской фракции в Демократической партии Луизианы. Губернатор Хьюи Лонг однажды сцепился с Джаредом Сандерсом в вестибюле отеля «Рузвельт» в Новом Орлеане.

## Личная жизнь
Женился на Аде Веронике Шоу 31 мая 1891 года, у пары был один сын, Джаред Сандерс, развелись в 1912 году. В 1916 году женился на Эмме Дикинсон.
Скончался в Батон-Руже 23 марта 1944 года.